# Monako na letních olympijských hrách
Monako na letních olympijských hrách startuje od roku 1920. Toto je přehled účastí, medailového zisku a vlajkonošů na dané sportovní události.

## Účast na Letních olympijských hrách
| Dějiště LOH            | LOH      | Vlajkonoš           | Zlatá medaile | Stříbrná medaile | Bronzová medaile | Celkem |
| ---------------------- | -------- | ------------------- | ------------- | ---------------- | ---------------- | ------ |
| 1920 Antverpy          | LOH 1920 | Edmond Médécin      |               |                  |                  | 0      |
| 1924 Paříž             | LOH 1924 | Gaston Médécin      |               |                  |                  | 0      |
| 1928 Amsterdam         | LOH 1928 | nebyl               |               |                  |                  | 0      |
| 1932 Los Angeles       | LOH 1932 | nebyl               |               |                  |                  | 0      |
| 1936 Německo           | LOH 1936 | nebyl               |               |                  |                  | 0      |
| 1948 Londýn            | LOH 1948 | nebyl               |               |                  |                  | 0      |
| 1952 Helsinky          | LOH 1952 | nebyl               |               |                  |                  | 0      |
| 1956 Melbourne         | 1956     |                     |               |                  |                  | Ne     |
| 1960 Řím               | LOH 1960 | nebyl               |               |                  |                  | 0      |
| 1964 Tokio             | LOH 1964 | Joseph Asso         |               |                  |                  | 0      |
| 1968 Ciudad de México  | LOH 1968 | nebyl               |               |                  |                  | 0      |
| 1972 Mnichov           | LOH 1972 | Jean-Charles Seneca |               |                  |                  | 0      |
| 1976 Montréal          | LOH 1976 | Francis Boisson     |               |                  |                  | 0      |
| 1980 Moskva            | 1980     |                     |               |                  |                  | Ne     |
| 1984 Los Angeles       | LOH 1984 | Jean-Luc Adorno     |               |                  |                  | 0      |
| 1988 Soul              | LOH 1988 | Stéphane Operto     |               |                  |                  | 0      |
| 1992 Barcelona         | LOH 1992 | Christophe Verdino  |               |                  |                  | 0      |
| 1996 Atlanta           | LOH 1996 | Thierry Vatrican    |               |                  |                  | 0      |
| 2000 Sydney            | LOH 2000 | Thierry Vatrican    |               |                  |                  | 0      |
| 2004 Athény            | LOH 2004 | Sébastien Gattuso   |               |                  |                  | 0      |
| 2008 Peking            | LOH 2008 | Mathias Raymond     |               |                  |                  | 0      |
| 2012 Londýn            | LOH 2012 | Angelique Trinquier |               |                  |                  | 0      |
| 2016 Rio de Janeiro    | LOH 2016 | Yann Siccardi       |               |                  |                  | 0      |
| 2020 Tokio             | LOH 2020 | Xiaoxin Yang        |               |                  |                  | 0      |
| 2024 Paříž             | LOH 2024 |                     |               |                  |                  | x      |
| Celkem                 | 22       |                     | 0             | 0                | 0                | 0      |
| Zdroj na Olympedia.org |          |                     |               |                  |                  |        |